# Rondo Trzech Krzyży w Częstochowie
Rondo Trzech Krzyży w Częstochowie (nieformalnie określane również jako plac Trzech Krzyży) – skrzyżowanie alei Jana Pawła II (DK 46) z ulicą Warszawską. Opodal skrzyżowania stoją trzy krzyże, od których pochodzi nazwa placu.
Wbrew nazwie nie jest to rondo, ale duże powierzchniowo skrzyżowanie z wyspą centralną (przy wyłączonej sygnalizacji świetlnej aleja Jana Pawła II jest drogą z pierwszeństwem przejazdu). 
Pod względem ruchu samochodowego jest to jedno z najbardziej ruchliwych miejsc w Częstochowie.

## Historia
Pierwotnie był to trójkątny plac położony na rozwidleniu traktu warszawskiego (obecna ulica Warszawska) i drogi na Kiedrzyn. W latach 70. XX w. plac przecięła dzisiejsza aleja Jana Pawła II. Wówczas plac przebudowano na skrzyżowanie z wyspą centralną. Później od skrzyżowania całkowicie odcięto ulicę Kiedrzyńską. W 2008 roku częściowo przywrócono wyjazd z ul. Kiedrzyńskiej. Można z niej skręcić w prawo w al. Jana Pawła II. Nazwa rondo Trzech Krzyży została oficjalnie nadana w 2005 roku, nawiązując do używanej powszechnie jeszcze przed wojną nazwy plac Trzech Krzyży.
Krzyże, od których pochodzi nazwa placu, postawiono w miejscu nietypowego cmentarza z XVIII i XIX wieku. Chowano tu m.in. zmarłych w czasie epidemii cholery oraz straconych uczestników powstania styczniowego.
Dawniej rozpoczynała się tutaj droga krajowa nr 91. W związku z oddawaniem do użytku kolejnych odcinków Autostrady A1 przebieg dróg krajowych w Częstochowie uległ zmianie. 1 stycznia 2022 roku kategoria odcinka ulicy Warszawskiej pomiędzy rondem a węzłem z aleją Wojska Polskiego została oficjalnie zmieniona na drogę powiatową.